# Westminster Review
The Westminster Review era una publicación trimestral británica. Establecida en 1823 como órgano oficial de los filósofos radicales, se publicó de 1824 a 1914. James Mill fue uno los impulsores del diario liberal hasta 1828. 

## Historia

### Primeros años
En 1823, el periódico fue fundado (y financiado) por Jeremy Bentham, quien durante mucho tiempo consideró la posibilidad de establecer un diario para propagar puntos de vista radicales. La primera edición de la revista (enero de 1824) presentó un artículo de James Mill (continuado en la segunda edición por su hijo John Stuart Mill), que sirvió como una reprobación provocadora de una revista rival y consolidada, la Edinburgh Review, castigándola como órgano del partido Whig, y por compartir la propensión de este último a situarse cerca de los intereses aristocráticos. La controversia generó una amplia respuesta pública, por muy crítica que fuera: la Nuttall Encyclopædia, publicada en 1907, señala que Breeches Review se convirtió en un apodo para la revista debido al hecho de que Francis Place, un fabricante de pantalones, era accionista importante en la empresa 
La revista alcanzó rápidamente una circulación de tres mil ejemplares pero, a pesar de eso, no pudo alcanzar el punto de equilibrio; y cuando en 1828 se agotó la financiación original, se vendió a otro propietario y ya no funcionó en interés Radical.
En 1834, Sir William Molesworth financió una nueva revista radical, que JS Mill editará (informalmente), y denominó "London Review". Poco después, Molesworth compró The Westminster Review '' y fusionó las dos; y de abril de 1836 a marzo de 1840, la revista resultante de la fusión se publicó bajo el título London and Westminster Review. Después de marzo de 1840 y durante la década siguiente, la publicación continuó bajo el título Westminster Review, pero con William Edward Hickson en lugar de Mill como editor. Aunque las dificultades financieras continuaron, Mill concluyó del período que "es altamente acreditable para él [Hickson] que pudo mantener, en cierto grado tolerable, el carácter de la Revista como un órgano de radicalismo y progreso".

### Desarrollos posteriores
En 1851, John Chapman adquirió la revista con sede en 142 the Strand, Londres, una editorial que originalmente tenía capacitación médica. La entonces desconocida Mary Ann Evans, más conocida por su seudónimo como novelista de George Eliot, había reunido a sus autores, incluidos Francis Newman, WR Greg, Harriet Martineau y el joven periodista Herbert Spencer que había estado trabajando y viviendo a bajo precio en las oficinas de The Economist frente a la casa de Chapman. Estos autores se reunieron durante ese verano para brindar su apoyo al buque insignia del pensamiento libre y la reforma, junto con otros como John Stuart Mill, el fisiólogo William Benjamin Carpenter, Robert Chambers y George J. Holyoake. Más tarde se les unió Thomas Huxley, un joven y ambicioso cirujano de  barco decidido a convertirse en naturalista. 
El artículo anónimo de John Oxenford de 1853, "Iconoclasia en filosofía alemana", fue traducido y publicado en el Vossische Zeitung. Esto condujo a un nuevo interés en los escritos de Schopenhauer. 
Mary Ann Evans (George Eliot) se convirtió en editora asistente y produjo un prospecto de cuatro páginas que exponía sus creencias comunes sobre el progreso, mejoraba las enfermedades y recompensas por el talento, y establecía un evolucionismo poco definido como "el principio fundamental" de lo que ella y Chapman llamaron La "Ley del Progreso". El grupo se dividió sobre el trabajo de Thomas Malthus, y Holyoake se opuso como el principio del centro de trabajo que culpaba a los pobres de su pobreza, mientras que para Greg y Martineau era una ley de la naturaleza que fomentaba la responsabilidad y la superación personal. Chapman le pidió a Herbert Spencer que escribiera sobre este tema en el que existía divisiones y la "Teoría de la población, deducida de la Ley general de fertilidad animal" de Spencer, en realidad apareció en el segundo número, apoyando el doloroso principio maltusiano de verdad y autocorrección. 
Después de 1853, John Tyndall se unió a Huxley para dirigir la sección de ciencias de Westminster Review y formó un grupo de evolucionistas que ayudaron a allanar el camino para la publicación de 1859 de Charles Darwin sobre El origen de las especies y dieron ideas evolutivas que respaldaron el debate que siguió. El término "darwinismo" fue impreso por primera vez por Huxley en su reseña de The Origin, en la edición de abril de 1860 de Westminster Review, que aclamó el libro como "una verdadera arma de Whitworth en el arsenal del liberalismo ", promoviendo el naturalismo científico sobre teología y elogiando la utilidad de las ideas de Darwin al tiempo que expresaba reservas profesionales sobre el gradualismo de Darwin  dudando si se puede probar que la selección natural podría formar nuevas especies.
En 1886, la Review publicó un ensayo de Eleanor Marx, "The Woman Question: From A Socialist Point of View"; pero después de un cambio de propiedad en 1887, cuando la revista se convirtió en mensual, dejó de funcionar en el mismo nivel progresivo e intelectual.

## Westminster y Foreign Quarterly Review
La Foreign Quarterly Review fue una publicación trimestral independiente con sede en Londres que se publicó entre julio de 1827 y julio de 1846 (volumen 37). En octubre de 1846, La Foreign Quarterly Review se fusionó con la Westminster Review. Hasta enero de 1847, la revista resultante de la fusión se publicó simultáneamente bajo dos títulos diferentes: Foreign Quarterly and Westminster Review y Westminster and Foreign Quarterly Review; después de enero de 1847, la revista se publicó bajo el título de Westminster and Foreign Quarterly Review. El último número bajo el título Westminster and Foreign Quarterly Review se publicó en octubre de 1851 (volumen 56, no. 2); después de ese número, la revista se publicó con el título de Westminster Review y continuó así hasta que dejó de publicarse en 1914. 

## Contribuyentes notables
- James Mill
- John Stuart Mill
- George Grote
- Mary Shelley
- George Eliot
- Herbert Spencer
- Thomas Huxley
- John Tyndall
- John Bowring
- Thomas Love Peacock
- Harriet McIlquham
- Elizabeth Clarke Wolstenholme Elmy con el seudónimo Ignota

## Otras lecturas
- Nesbitt, George L. Benthamite Reviewing. The First Twelve Years of the Westminster Review, 1824–1836. New York: Columbia University Press, 1934.
- Browne, E. Janet (2002). Charles Darwin: vol. 2 The Power of Place. London: Jonathan Cape. ISBN 0-7126-6837-3.